# Zbrodnia lorda Artura Savile’a
Zbrodnia lorda Artura Savile’a – polski film fabularny z 1967 r., w reżyserii Witolda Lesiewicza, będący adaptacją noweli Oscara Wilde’a.

## Fabuła
Chiromanta Podgers jest atrakcją uroczystego wieczoru u lady Windermere. Mężczyzna wyczytuje przeznaczenie z rąk przybyłych gości. Pomimo tego, że wszyscy są w tym samym stopniu zainteresowani swym losem, wróżbita nie każdemu decyduje się zdradzić tajemnicę przyszłości. Z odmową spotyka się lord Artur Savile. W związku z tym, że nie może poznać swojego przeznaczenia w gronie gości, Savile spotyka się z Podgersem chwilę później sam na sam. Wtedy lord dowiaduje się, że okaże się mordercą. 

## Obsada
- Andrzej Łapicki – lord Artur Savile
- Ignacy Machowski – chiromanta Podgers
- Maria Ciesielska – Sybilla, narzeczona Savile’a
- Seweryna Broniszówna – lady Klementyna, ciotka lorda Artura
- Maria Homerska – Flora
- Janina Jabłonowska – matka Sybilli
- Justyna Kreczmarowa – lady Gladys Windermere
- Tadeusz Kondrat – lokaj lorda
- Aleksandra Leszczyńska – księżna Zofia Paisley
- Zdzisław Mrożewski – lord Merton, ojciec Sybilli
- Janina Traczykówna – Jane Chichester, kuzynka lorda Artura
- Leon Pietraszkiewicz – dziekan Chichester, wuj lorda Artura
- Maciej Maciejewski – Mansferd
- Bronisław Pawlik – pirotechnik